# Майстренко Олексій Сергійович
Олексі́й Сергі́йович Майстре́нко (нар. 6 липня 1976, м. Лебедин, Сумська область) — український військовослужбовець, бригадний генерал Збройних сил України, учасник російсько-української війни. Герой України.

## Життєпис
1997 року закінчив Харківське танкове училище.
2017 року став командиром 54-ї окремої механізованої бригади.
Учасник АТО/ООС.
З 24 лютого 2022 року Олексій Майстренко бере безпосередню участь у відбитті відкритої збройної агресії Російської Федерації проти України. Спланував і керував діями військовослужбовців 54-ї ОМБр з визволення населених пунктів Спірне Донецької області та Білогорівка на Луганщині. Із середини вересня до початку грудня 2022 р. російські окупанти здійснили понад 50 штурмових атак на оборонні рубежі бригади із застосуванням авіації, артилерії, танків, груп спецпризначенців. Попри важку бойову обстановку особовий склад механізованих підрозділів під керівництвом Олексія Майстренка і далі тримав оборону, знищуючи ворога всіма наявними силами та засобами. 6 грудня 2022 року Президент України Володимир Зеленський вручив Олексію Майстренко нагородні атрибути звання Герой України.
На 2025 рік — начальник 169 навчального центру імені князя Ярослава Мудрого.

## Нагороди
- Звання Герой України з врученням ордена «Золота Зірка» (5 грудня 2022) — за особисту мужність і героїзм, вагомі заслуги у захисті державного суверенітету та територіальної цілісності України.[4][2]
- Хрест бойових заслуг (8 грудня 2023) — за особисту мужність, виявлену у захисті державного суверенітету та територіальної цілісності України, самовіддане виконання військового обов'язку.[5]
- Орден Богдана Хмельницького I ст. (28 вересня 2022) — за особисту мужність і самовіддані дії, виявлені у захисті державного суверенітету та територіальної цілісності України, вірність військовій присязі.[6]
- Орден Богдана Хмельницького II ст. (13 квітня 2022) — за особисту мужність і самовіддані дії, виявлені у захисті державного суверенітету та територіальної цілісності України, вірність військовій присязі.[7]
- Орден Богдана Хмельницького III ст. (11 жовтня 2018) — за вагомий особистий внесок у зміцнення обороноздатності Української держави, мужність, самовідданість і високий професіоналізм, виявлені під час бойових дій, зразкове виконання службових обов'язків.[8]
- Орден «За мужність» III ст. (8 березня 2022) — за особисту мужність і самовіддані дії, виявлені у захисті державного суверенітету та територіальної цілісності України, вірність військовій присязі.[9]

## Військові звання
- полковник;
- бригадний генерал.[3][10]